# Cladiopsocidae
Cladiopsocidae es una familia de Psocodea en el suborden Psocomorpha. Al igual que los otros miembros del infraorden Epipsocetae, su labro posee dos crestas esclerotizadas.